# OR4A15
OR4A15 (англ. Olfactory receptor family 4 subfamily A member 15) – білок, який кодується однойменним геном, розташованим у людей на короткому плечі 11-ї хромосоми. Довжина поліпептидного ланцюга білка становить 344 амінокислот, а молекулярна маса — 38 828.
| 10         |  | 20         |  | 30         |  | 40         |  | 50         |
| ---------- |  | ---------- |  | ---------- |  | ---------- |  | ---------- |
| MELLTNNLKF |  | ITDPFVCRLR |  | HLSPTPSEEH |  | MKNKNNVTEF |  | ILLGLTQNPE |
| GQKVLFVTFL |  | LIYMVTIMGN |  | LLIIVTIMAS |  | QSLGSPMYFF |  | LASLSFIDTV |
| YSTAFAPKMI |  | VDLLSEKKTI |  | SFQGCMAQLF |  | MDHLFAGAEV |  | ILLVVMAYDR |
| YMAICKPLHE |  | LITMNRRVCV |  | LMLLAAWIGG |  | FLHSLVQFLF |  | IYQLPFCGPN |
| VIDNFLCDLY |  | PLLKLACTNT |  | YVTGLSMIAN |  | GGAICAVTFF |  | TILLSYGVIL |
| HSLKTQSLEG |  | KRKAFYTCAS |  | HVTVVILFFV |  | PCIFLYARPN |  | STFPIDKSMT |
| VVLTFITPML |  | NPLIYTLKNA |  | EMKSAMRKLW |  | SKKVSLAGKW |  | LYHS       |

A: Аланін

C: Цистеїн

D: Аспарагінова кислота

E: Глутамінова кислота

F: Фенілаланін

G: Гліцин

H: Гістидин

I: Ізолейцин

K: Лізин

L: Лейцин

M: Метіонін

N: Аспарагін

P: Пролін

Q: Глутамін

R: Аргінін

S: Серин

T: Треонін

V: Валін

W: Триптофан

Кодований геном білок за функціями належить до рецепторів, g-білокспряжених рецепторів, білків внутрішньоклітинного сигналінгу. 
Локалізований у клітинній мембрані.